# Rodrigo Gral
Rodrigo Gral, född 21 februari 1977, är en brasiliansk fotbollsspelare.
I april 1999 blev han uttagen i Brasiliens trupp till U20-världsmästerskapet 1999.